# بلا وولنتیک
بلا وولنتیک (مجاری: Volentik Béla; ۵ دسامبر ۱۹۰۷ – ۲۷ اکتبر ۱۹۹۰) بازیکن و مربی فوتبال اهل مجارستان بود.
از باشگاه‌هایی که در آن بازی کرده‌است می‌توان به باشگاه فوتبال لشو دو فوند، باشگاه فوتبال لوگانو، باشگاه فوتبال اوی‌پشت و باشگاه فوتبال سنت گالن اشاره کرد.
وی همچنین در تیم ملی فوتبال مجارستان بازی کرده‌است.